# Horsforth

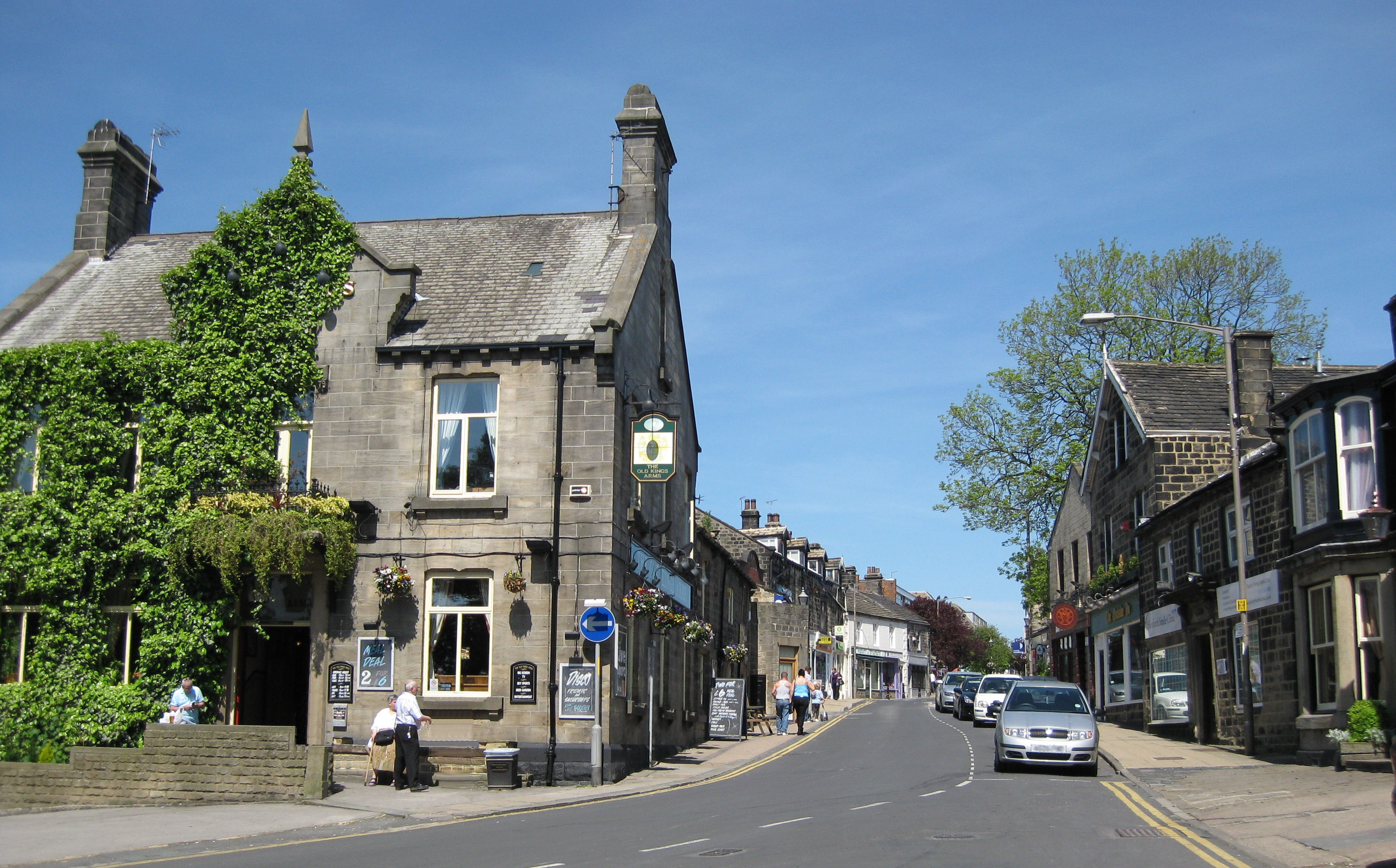
Una calle de la ciudad

Horsforth es una ciudad y parroquia civil del área metropolitana de Leeds, en Yorkshire del Oeste, Inglaterra, se encuentra a unos ocho kilómetros al noroeste del centro de Leeds. Inicialmente era un pueblo dentro del West Riding of Yorkshire. Según el Censo de 2011, la población es de 18.895 habitantes. Se integró en el área metropolitana de Leeds en 1974. En 1999 se creó una parroquia civil para esta área, y el consejo parroquial votó por redenominarse como concejo. El área forma parte de la subdivisión electoral del concejo de Leeds City, que también incluye la parte sur de Rawdon.

## Historia

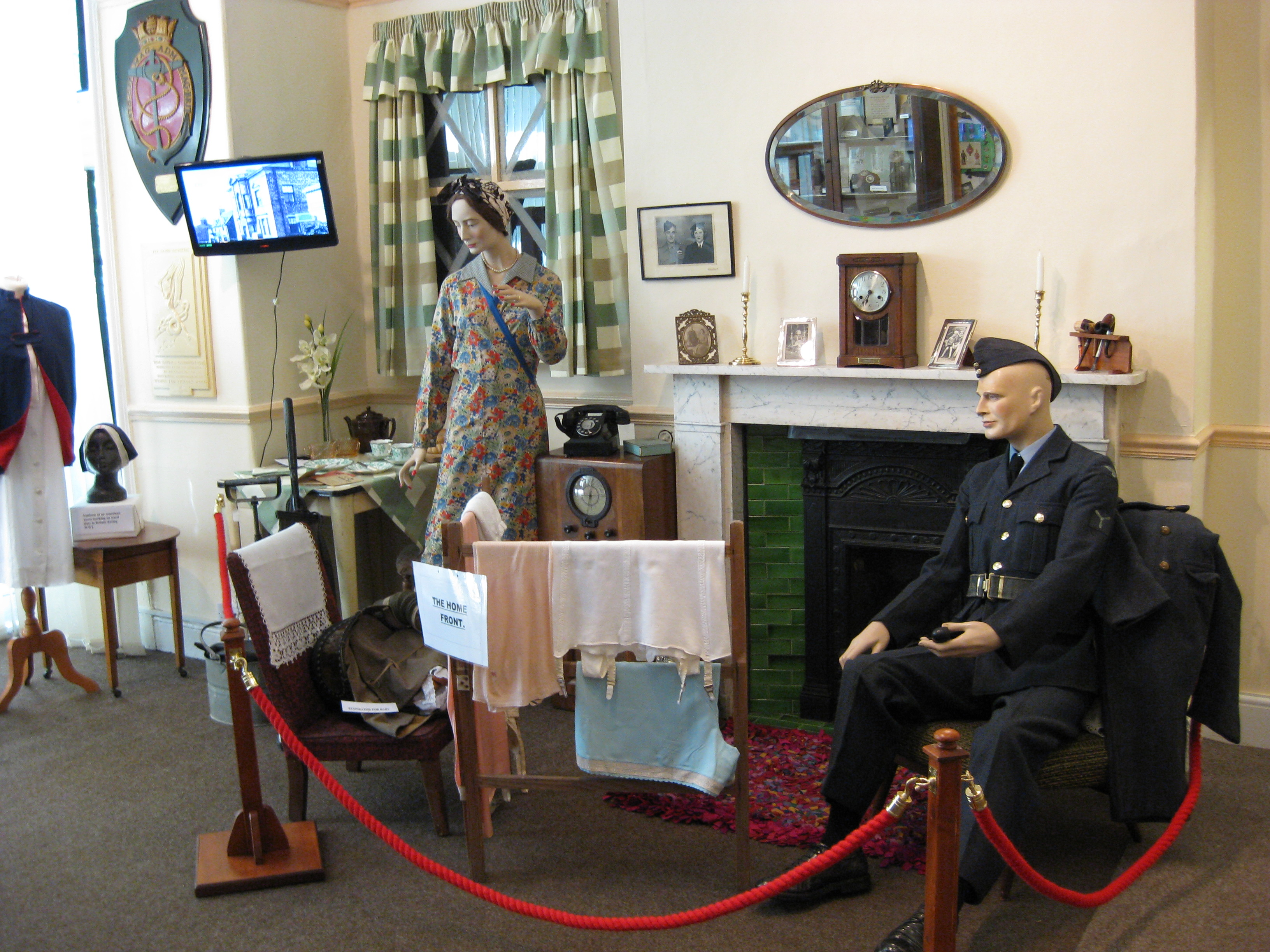
Entrada al museo de Horsforth: Visión de la Segunda Guerra Mundial

Horsforth fue registrada en el Domesday Book de 1086 como Horseford, Horseforde, Hoseforde; mas en las monedas de finales del siglo IX se lee ORSNA FORD y OHSNA FORD de lo cual podría haber venido Horsforth. El nombre deriva del inglés antiguo hors o, a la vista de las monedas, *horsa ('horse, caballo') en el genitivo plural de horsa/horsna + ford 'vado', así que significa 'vado de los caballos'. Esto se refiere al río que lo atraviesa, el Río Aire, posteriormente usado para transportar género de lana hacia y desde Pudsey, Shipley y Bradford. El vado original se encontraba fuera de Calverley Lane, pero fue reemplazado por un puente peatonal de piedra al final del siglo XIX.
Los tres innominados tanos (sirvientes de la aristocracia anglosajona) que ocuparon la tierra en la Conquista dieron paso al rey, que la concedió a la baja nobleza normanda, paro no mucho tiempo después de que la mayor parte del pueblo quedara bajo el control de la Abadía de Kirkstall, una casa cisterciense fundada en 1152 en la rivera del Río Aire, aguas abajo de Horsforth.
Tras la Disolución de los monasterios en 1539, Horsforth fue repartida y vendida a cinco familias, una de ellas – los Stanhopes – ejercieron la supremacía y el control del pueblo durante los siguientes 300 años. El registro de la finca de los Stanhopes se considera una de las colecciones más extensas e importantes de este género, complementando el extenso registro medieval asociado a la Abadía de Kirkstall.
Hasta la mitad del siglo XIX, Horsforth fue una comunidad agrícola, pero rápidamente se expandió con el crecimiento del vecino centro industrial de Leeds. Un negocio de curtiduría fue fundado en Woodside hacia 1820 por la familia Watson. Estaba en el extremo oriental de su pequeña granja, y conmemorado como Tanhouse Hill Lane. El negocio viró hacia la fabricación de jabón y se trasladó a Whitehall Road en Leeds en 1861 y bajo la presidencia de Joseph Watson Jr., primer Barón de Manton, creó la Baron Manton en 1922, como Joseph Watson & Sons Ltd, llegando a ser el primer suministrador de jabón del nordeste inglés, y el segundo de Inglaterra, por detrás de Lever Brothers. Industrialmente, Horsforth tiene una historia de producción de piedra de alta calidad de sus canteras. Suministra no solamente a Kirkstall Abbey con materiales de construcción y piedras de molino en la Edad Media, sino que también es proveedor de piedra para el paseo marítimo de Scarborough y envió piedra arenisca del Golden Bank Quarry a países lejanos como Egipto. Situados en el el arroyo de Horsforth (Oil Mill Beck) eran molinos al servicio de la industria textil.
Entre 1861 y 1862, hubo una epidemia de Fiebre tifoidea.
Históricamente, Horsforth fue un término municipal en la parroquia de Guiseley,  llegando a separarse en 1866. A finales del siglo XIX, el pueblo destaca por su gran población en Inglaterra.[cita requerida] Vías férreas, carreteras de portazgo, tanvías y el vecino canal atrajeron a casi toda clase de público y de transporte comercial, convirtiéndose en un barrio dormitorio de Leeds. La parroquia civil se integró en el distrito urbano de Horsforth  en 1894. La parroquia y el distrito urbano fueron abolidos en 1974 y se unió al nuevo distrito metropolitano de Ciudad de Leeds. En 1999 Horsforth se constituyó como parroquia civil y fue creado un término municipal, que ejerció su derecho a declarar Horsforth como ciudad.
Durante la Segunda Guerra Mundial se necesitaron 241.000 £ para construir la Corbeta HMS Aubrietia, que fue enteramente construída por la gente de Horsforth. En 2000 el Presidente de los Estados Unidos Bill Clinton reconoció la contribución de Horsforth al  esfuerzo de la guerra en una carta enviada al MP Paul Truswell. La carta se encuentra en el museo.

## Transporte
Horsforth está situado cerca de la carretera de circunvalación exterior de Leeds, Leeds Bradford, aeropuerto internacional y tiene su propia estación de ferrocarril.